# М61 (тепловоз)
Тепловоз NoHAB AA16, М61 (M — от венгерского «mozdony» — локомотив, 6-осный, 1-й тип) — тепловоз, производившийся в Швеции на заводе NOHAB в городе Тролльхеттан.
Тепловоз являлся лицензионной версией тепловоза EMD F (англ. EMD F-unit) американской компании General Motors (подразделение Electro-Motive Diesel).
В процессе производства тепловоза в него вносились конструктивные изменения. В частности он имел в оригинале 4 оси, все они были обмоторены, но при поставке в некоторые страны требовалось по требованиям заказчика уменьшить осевую нагрузку, и поэтому тележки тепловоза стали трёхосными, там появились поддерживающие оси.
В 1949 году NOHAB получила лицензию на производство тепловоза от EMD. В основу конструкции была взята та модификация EMD F, что ранее поставлялась в Австралию. По требованиям международного союза железных дорог были внесены некоторые изменения в форме кузова, что улучшило обзор, изменения также коснулись буферного бруса, там появилась возможность устанавливать винтовую стяжку и буфера.
Первые изготовленные тепловозы приобретались железными дорогами Дании. Поставки начались с 1951 года. Эти тепловозы имели 6 колёсных пар, но обмоторены были всего 4 оси (поддерживающими были средние оси в трёхосных тележках). Максимальная скорость тепловоза была установлена в 133 км/ч. Мощность дизельного двигателя тепловоза — 1950 л. с., однако на части машин были дизели мощностью 1700 л. с. Кабины машиниста имелись на обеих сторонах тепловоза. В Дании за характерную форму кузова тепловоз получил прозвище Rundnasen или Rundsnuder («Круглоносый»). Использовались тепловозы в Дании до 2001 года.
Было выпущено 45 тепловозов этой серии, имеющих облегчённую конструкцию и осевую нагрузку в 15 тонн на ось. Произведены тепловозы были с 1960 по 1962 год. Эти тепловозы были на 60 см короче, имели мощность менее базовой модели на 10 % — 1445 л. с.
С 1954 года также были начаты поставки этого тепловоза в Норвегию, на Norges Statsbaner. Там уже имелся не очень удачный опыт эксплуатации тепловоза Di 1 с 1942 по 1950 год. Вариант тепловоза для этой страны имел конструкционную скорость 105 км/ч и в целом был оптимизирован для суровых условий эксплуатации. Тепловоз поставлялся на Norges Statsbaner шестиосным, вместо метельников устанавливались плуговые снегоочистители. В Норвегии тепловоз получил обозначение Di 3.
В конце 1950-х и в 1960-е годы на железных дорогах Венгрии доля грузоперевозок достигала 85 %. Для увеличения провозной способности железных дорог требовалось внедрение тепловозной тяги, но промышленность Венгрии не была готова к выпуску тепловозов. Тогда был объявлен тендер на поставку тепловозов. Лучшие предложения поступили от фирмы Krauss-Maffei из Мюнхена и от компании NOHAB из Швеции. Было приобретено всего 20 тепловозов, и, хотя потребности в тепловозах были больше, из-за политического давления от СССР больше тепловозы не поставлялись. С 1965 года в Венгрию поставлялись тепловозы М62, строившиеся в Луганске на Луганском тепловозостроительном заводе.
Тепловозы М61 интенсивно эксплуатировались в Венгрии до 1980-х годов, несколько машин остаются в работе до нашего времени.
Один из тепловозов М61, поставленный в Венгерскую народную республику, сохранён в железнодорожном музее (венг. Magyar Vasúttörténeti Park) в Будапеште.